# エティエンヌ・グリーン
エティエンヌ・グリーン（Étienne Green、2000年7月19日 - ）は、イングランドとフランスのサッカー選手。ポジションはGK。

## クラブ歴
2009年にASサンテティエンヌの下部組織に加入し、2020年6月にプロ契約を締結した。2021年4月4日のリーグ・アンで選手初出場を記録、この試合ではペナルティキックを止めてクリーンシートでの勝利となった。

## 代表歴
2021年5月24日、アルバン・ラフォンがクラブの残留プレーオフのために辞退、その影響でUEFA U-21欧州選手権決勝ラウンドに臨むフランス代表に追加招集された。しかし出場機会は無かった。
同年8月23日にイングランド代表へ鞍替え、4日後のリー・カーズリーの初陣となるU-21代表に選出された。同年10月11日にUEFA U-21欧州選手権2023予選のアンドラ代表戦で初出場を記録した。
2024年8月7日、バーンリーFCに3年契約で移籍した。

## 私生活
父がイングランド人で母がフランス人。イングランドのコルチェスターに生まれたが、4歳の時にフランスへ越した。
また、姓が緑色を意味するグリーン（Green）、名がエティエンヌ（Étienne）で、所属クラブが緑色をクラブカラーとし、愛称もレ・ヴェルツ（Les Verts、「緑」の意）であるサンテティエンヌ（Saint-Étienne）である事が話題に上る。